# Marbert Rocel
Marbert Rocel — немецкая музыкальная группа, образованная в 2002 году в Эрфурте, Германия. Их музыка относится к таким жанрам, как электропоп, хаус, минимал-техно. Несмотря на то, что Marbert Rocel — немецкий коллектив, тексты всех их песен написаны на английском языке.

## История
Группа Marbert Rocel была основана в 2002 году Робертом Краузе и Марселем Ауэ, который в то время записывал семплы для немецких рэп-исполнителей. Название группы является контаминацией имён её основателей — Марселя Ауэ и Роберта Краузе. Коллектив выступал на небольших радиостанциях в Веймаре и Эрфурте, постепенно набирая популярность. В это время Marbert Rocel начали работу на студии Zughafen в Эрфурте, где к ним присоединилась Антье Зайфарт. Группа записала свои первые альбомы Speed Emotions (2007) и Catch A Bird (2009), выпущенные на лейбле Compost Records. В 2010 году Marbert Rocel познакомились с Мартином Кольштедтом, который вскоре присоединился к группе. В 2012 году коллектив выпускает альбом Small Hours.

## Дискография
- 2007 — Speed Emotions[6]
- 2009 — Catch A Bird[7]
- 2012 — Small Hours
- 2015 — In the Beginning

## Сотрудничество
- Марсель Ауэ (DJ, продюсер) и Антье Зайфарт (бэк-вокал) до создания Marbert Rocel сотрудничали с немецким хип-хоп-исполнителем Клюзо[8].
- В 2010 году Marbert Rocel совместно с Матиасом Каденом и Майклом Наглером организовали проект KAROCEL[9].

## Состав
- Марсель «Malik» Ауэ — продюсер, DJ
- Роберт «Panthera» Краузе — продюсер, DJ, иллюстратор, саксофонист
- Антье «Spunk» Зайфарт — вокал
- Мартин Кольштедт — клавишные